# مهدی کامل
مهدی کامل (عربی: مهدي كامل شلتاغ؛ زادهٔ ۶ ژانویهٔ ۱۹۹۵) یک بازیکن فوتبال اهل عراق است.
وی همچنین در تیم ملی فوتبال عراق بازی کرده‌است.